# Pogonotriccus paulista
El orejerito de Sao Paulo (Pogonotriccus paulista), también denominado mosqueta de oreja negra o atrapamoscas de Sao Paulo, es una especie de ave paseriforme de la familia Tyrannidae, perteneciente al género Pogonotriccus, hasta recientemente, en 2022, situado en el género Phylloscartes. Es nativo del centro oriente de América del Sur. 

## Distribución y hábitat

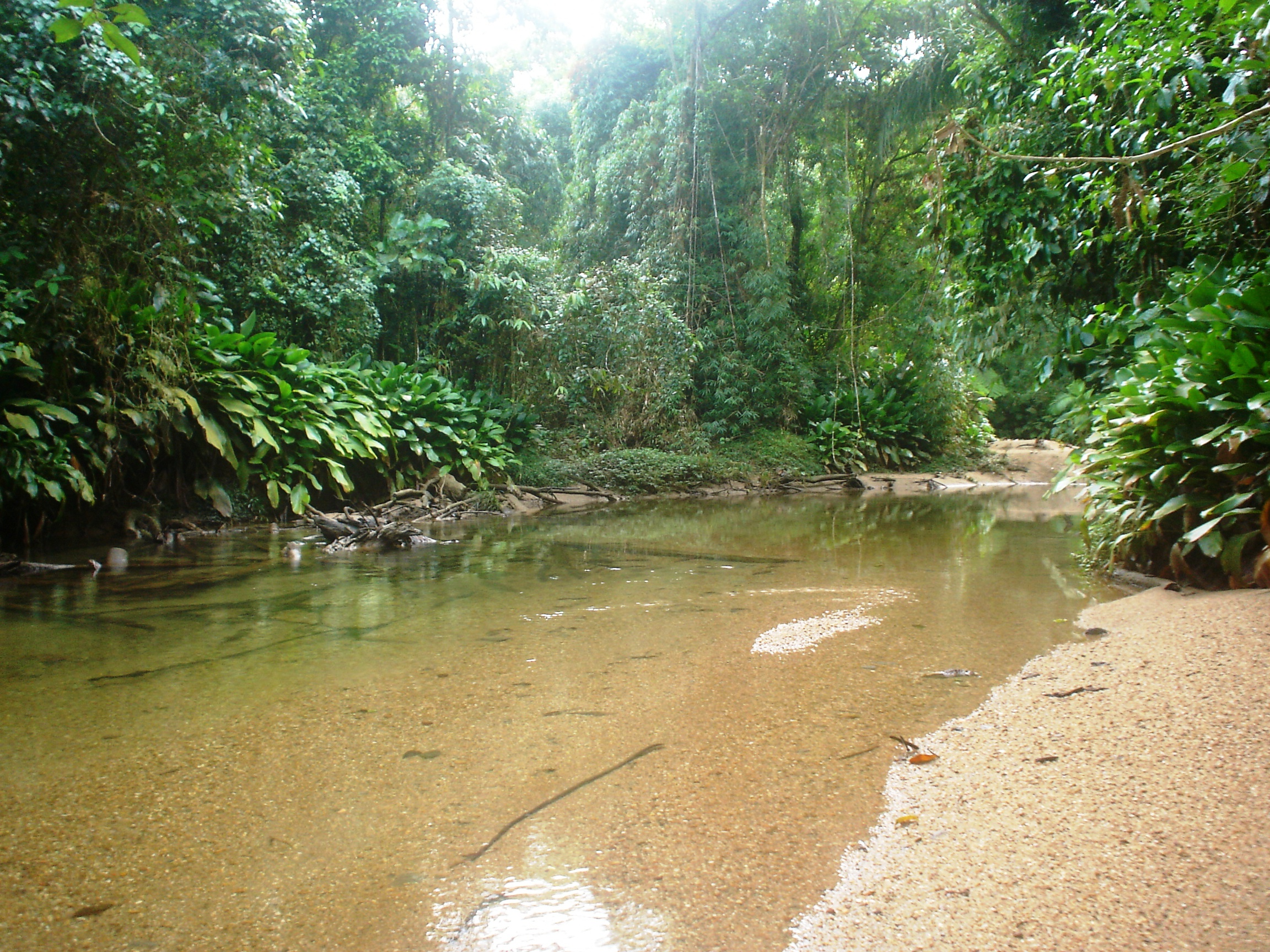
Mata Atlántica en Guaraqueçaba, Paraná, Brasil, ejemplo de hábitat de la especie.

Se distribuye en el sureste y sur de Brasil (al sur desde Espírito Santo), este de Paraguay y el extremo nororiental de Argentina (Misiones).
Esta especie es considerada poco común en sus hábitats naturales: el estrato bajo y los bordes de selvas húmedas de la Mata Atlántica, principalmente por debajo de los 600 m de altitud.

## Estado de conservación
El orejerito de São Paulo ha sido calificado como casi amenazado por la Unión Internacional para la Conservación de la Naturaleza (IUCN) debido a que su población, estimada entre 1500 y 7000 individuos maduros, se sospecha estar en decadencia moderadamente rápida como resultado de la pérdida de hábitat.

## Descripción
Es un pájaro pequeño, de unos 10,5 cm de longitud, con colores predominantemente verdes y amarillos. Sus partes superiores son de color verde oliva pálido, con las partes inferiores amarillo limón, al igual que la cara que presenta manchas oscuras. Sus estrechas cejas son amarillentas claras y se envuelven en forma de media luna por detrás del oído que tiene un color oscuro.

## Sistemática

### Descripción original
La especie P. paulista fue descrita por primera vez por los ornitólogos germano – brasileños Hermann von Ihering y Rudolpho von Ihering en 1907 bajo el nombre científico Phylloscartes paulista; su localidad tipo es: «Fazenda Cayoá, Salto Grande do Paranapanema, São Paulo, Brasil».

### Etimología
El nombre genérico masculino «Pogonotriccus» se compone de las palabras del griego «pōgōn, pōgonōs» que sinifica ‘barba’, y «τρικκος trikkos»: pequeño pájaro no identificado; en ornitología, triccus significa «atrapamoscas tirano»; y el nombre de la especie «paulista» se refiere a la localidad de origen, São Paulo, Brasil..

### Taxonomía
Un grupo de especies, que exhiben características morfológicas y comportamentales diferenciadas de los Phylloscartes tradicionales, eran colocadas en el género Pogonotriccus por algunos autores y clasificaciones, y en Phylloscartes por otros. Finalmente, los amplios estudios genéticos de Harvey et al. (2020) no sólo confirmaron que Phylloscartes y Pogonotriccus constituyen dos clados diferentes, sino que demostraron que la presente especie y P. difficilis también se encuentran embutidas en Pogonotriccus. Sobre estas evidencias, el Comité de Clasificación de Sudamérica (SACC), en la Propuesta No 959 reconocío la inclusión de todas estas especies en Pogonotriccus.
Es monotípica.